# Линерт-Браун, Энтон
Энтон Расселл Линерт-Браун (род. 15 апреля 1995 года) — новозеландский регбист, играет на позиции центрального трехчетвертного. Игрок клуба Чифс в Супер Регби и Уаикато во внутреннем чемпионате Новой Зеландии Mitre10. Игрок сборной Новой Зеландии с 2016 года.

## Карьера
Родился и начал играть в регби в Крайстчерче, в профессиональное регби попал в 2013 году, а в 2014-м впервые сыграл в Супер Регби на Чифс. Провел три игры, одну из которых в стартовом составе. Во второй половине 2014 года сыграл за Уаикато все 10 матчей, 8 из которых полностью и отметился двумя попытками.
С 2016 года Линерт-Браун стал основным игроком Чифс, и был вызван в сборную страны для участия в Регби Чемпионшип вместо травмированного Сонни Билл Уильямса. Первую попытку за сборную занес в том же турнире, в игре с Аргентиной
В Сезоне 2017 Супер Регби принял участие во всех матчах Чифс, но смог отметиться только одной попыткой и выбыл вместе с командой на стадии полуфинала. Летом 2017-го Линерт-Браун сыграл в трех матчах в серии с Британскими и Ирландскими львами.
В последующих двух сезонах Супер Регби также оставался в стартовом составе Чифс, в кажном занося по 3 попытки. В сборной также смог закрепиться в основе и получил вызов на Кубок мира 2019, где провел 5 матчей, отметившись двумя попытками в игре с Намибией.